# Ash-Shuara

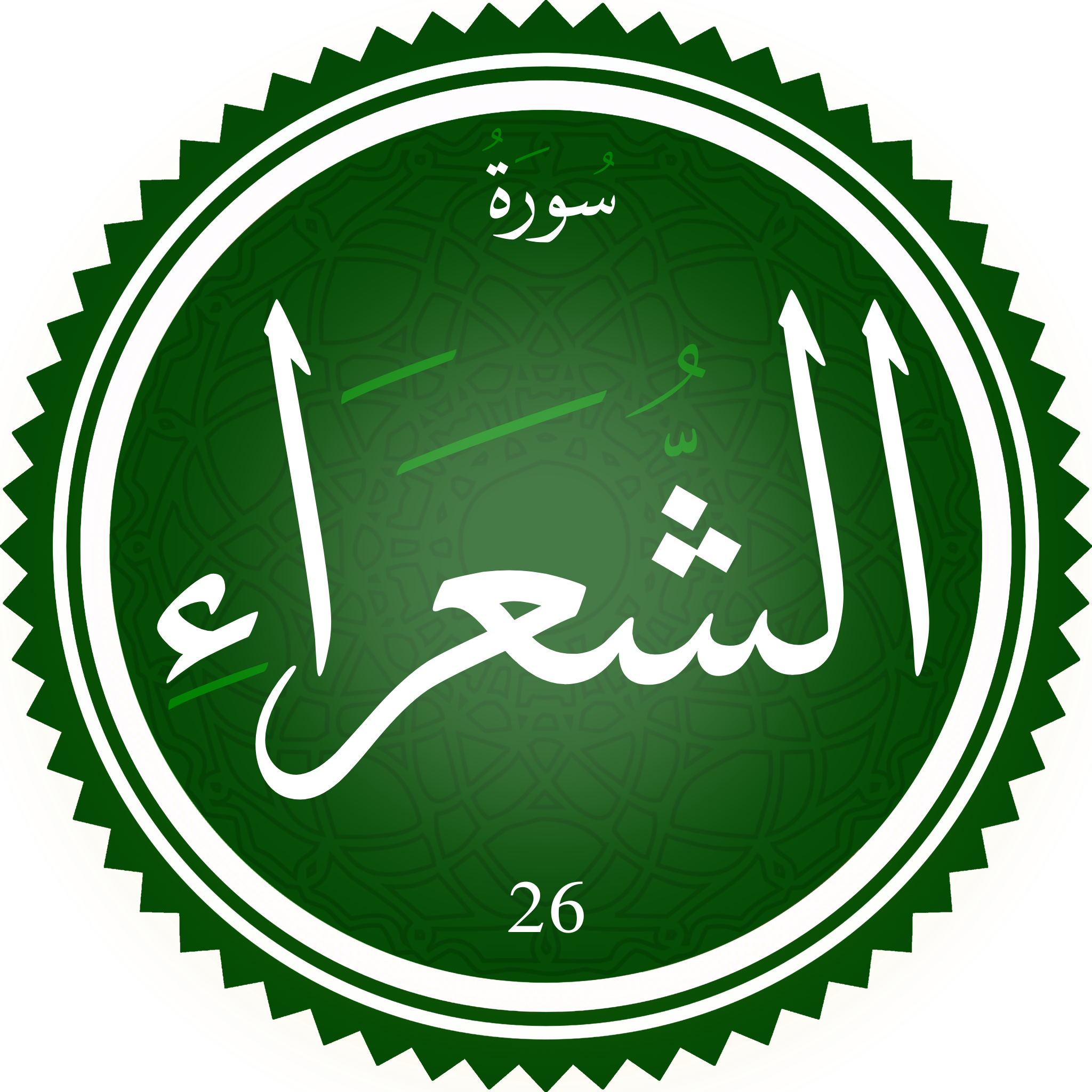
Sura al-Shu'ara.

Ash-Shu'arā' (arabiska: سورة الشعراء ) ("Poeterna") är den tjugosjätte suran i Koranen med 227 verser (ayah).
Surans namn betyder "poeterna". Den berättar om flera profeter och deras stammar, och om hur icke-troende tillintetgjordes av Guds straff och syndaflod efter att ha hotat profeter med döden. Den talar också om Allahs (Guds) barmhärtighet.